# Kostelní Bříza
Kostelní Bříza (německy Kirchenbirk) je vesnice a část města Březová v okrese Sokolov v Karlovarském kraji. Leží asi 2,5 kilometru jižně od Březové. V roce 2011 zde trvale žilo 54 obyvatel.
Kostelní Bříza je také název katastrálního území o rozloze 5 km². Kostelní Bříza leží i v katastrálních územích Bystřina, Krásná Lípa u Březové, Ostrov u Březové, Smrkovec u Březové a Žitná u Březové.

## Historie
Obec vznikla pravděpodobně v období 12. – 13. století, kdy celá zdejší oblast po dobu více než sto let patřila Nothaftům. Historické záznamy však chybí. Nejstarší písemný zápis o osadě se objevuje v roce 1370 v seznamu leuchtenberských lén, kde se uvádí, že polovina obce patřila bratrům Engelhartu, Wiezlinu, Humprechtovi a Jeroslovi z Kynžvartu. Druhou polovinu vlastnil Humprecht z Kynšperku.

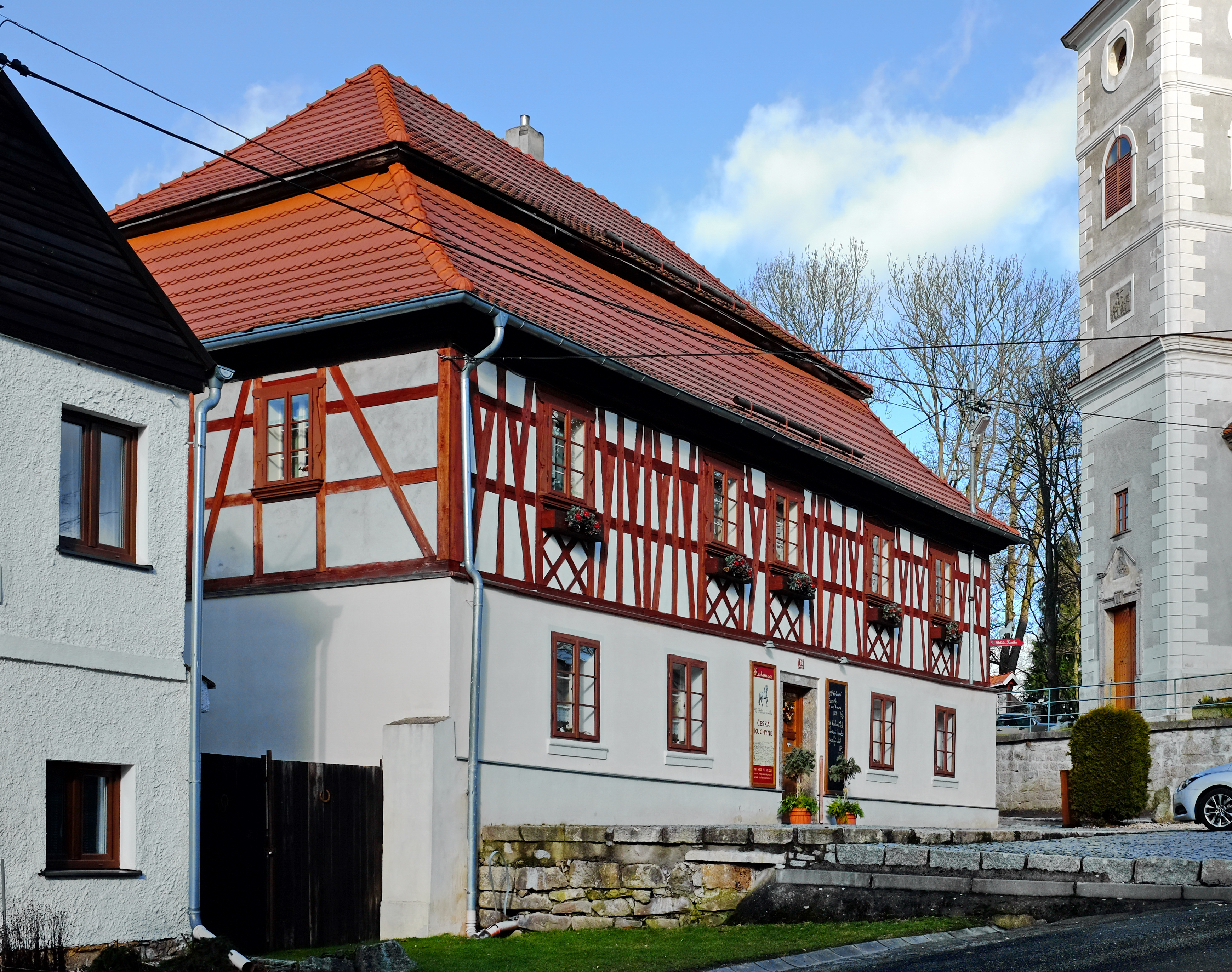
Kulturní památka Zartnerův hostinec

V roce 2010 byl během rekonstrukce kostela svatého Petra a Pavla objeven románský kamenný reliéf, který posouvá historii obce přibližně o 200 let zpět.

### Štampachové ze Štampachu
Z roku 1479 pochází zápis o držení obce Štampachy, konkrétně Kašparem Štampachem. Ve šlikovském urbáři z roku 1525 je uváděn jako majitel obce Engelhard ze Štampachu. Ten ji vlastnil až do jeho smrti roku 1563, kdy přešla na jeho syny Jana a Sebastiána ze Štampachu. Vláda Štampachů skončila v roce 1630 a následně se vystřídalo několik vlastníků.

### Turbové z Turby
Od roku 1765 vlastnil obec Jan Václav z Turby a po jeho smrti v roce 1772 ji zdědila a krátce držela jeho dcera Klarisa. V roce 1773 ji prodala své matce, která se vdala za Karla Lebrechta Konráda ze Špíglu. Po její smrti přešly majetky na Karla Lebrechta ze Špíglu.

### Špíglové
Rod Špíglů držel majetky až do roku 1832, do smrti Karla ze Špíglu. Ten neměl žádné potomky a ostatní z rodu jeho majetky odmítli.

### Henneberg-Spiegelové a Auerspergové
Majetky byly prodány Bohumilu Henn svobodnému pánu z Hennebergu. Po jeho smrti v roce 1841 převzal majetky jeho syn Karel, který je v roce 1846 prodal své sestře Františce z Auerspergu. Ta je držela až do roku 1872, kdy je prodala mladšímu bratrovi Bohumilovi. Karlova dcera Marie Henn von Henneberg-Spiegel se roku 1882 provdala za Viktora, c.k. plukovníka, svobodného pána z Kopalů, který byl v roce 1892 pochován na zdejším hřbitově.

### Kopalové
Bohumil (mladší) z Hennebergu přepsal veškeré majetky na manželku Arnoštku (Ernestinu), rozenou von Kopal. Té pak patřila obec až do její smrti v roce 1915. Posledním majitelem byl její blízký příbuzný Viktor Brand-Kopal. Dne 15. května 1935 navštívil Kostelní Břízu arcibiskup pražský, Karel Kašpar. Ve slavobráně umístěné mezi farou a kostelem sv. Petra a Pavla byl arcibiskup uvítán svobodnými pány z Brand-Kopalů, starostou, farářem a mnoha dalšími. V průvodu se pak vydali ke kostelu, kde arcibiskup sloužil mši a uděloval biřmování. Statky držel až do roku 1945. V roce 1946 přešla obec pod státní správu a Viktor musel nuceně vysídlit do Rakouska.

### Historie po druhé světové válce
Po odsunu německého obyvatelstva se stát snažil o dosídlení. V roce 1946 se však obec octla na území nově vzniklého Vojenského výcvikového prostoru Prameny. Obec však nebyla armádou zcela zničena, v letech 1947 až 1953 sloužila jako ubytovací prostor pro vojáky.
Z 613 domů v Kostelní Bříze s přilehlými osadami jich však bylo během doby trvání vojenského prostoru 560 zbořeno.

## Obyvatelstvo
Při sčítání lidu v roce 1921 zde žilo 325 obyvatel, z nichž bylo devět Čechoslováků, 315 Němců a jeden cizinec. K římskokatolické církvi se hlásilo 322 obyvatel, jeden k církvi evangelické, dva k církvi izraelitské.
| Rok            | 1869 | 1880 | 1890 | 1900 | 1910 | 1921 | 1930 | 1950 | 1961 | 1970 | 1980 | 1991 | 2001 | 2011 | 2021 |
| -------------- | ---- | ---- | ---- | ---- | ---- | ---- | ---- | ---- | ---- | ---- | ---- | ---- | ---- | ---- | ---- |
| Počet obyvatel | 342  | 339  | 358  | 379  | 363  | 325  | 347  | 216  | 117  | 97   | 71   | 50   | 57   | 54   | 52   |
| Počet domů     | 51   | 53   | 53   | 51   | 50   | 52   | 55   | 47   | 60   | 15   | 16   | 11   | 14   | 18   | 21   |

| Rok            | 1869  | 1880  | 1890  | 1900  | 1910  | 1921  | 1930  | 1950 | 1961 | 1970 | 1980 | 1991 | 2001 | 2011 | 2021 |
| -------------- | ----- | ----- | ----- | ----- | ----- | ----- | ----- | ---- | ---- | ---- | ---- | ---- | ---- | ---- | ---- |
| Počet obyvatel | 3 065 | 2 982 | 2 760 | 2 635 | 2 431 | 2 320 | 2 399 | 216  | 117  | 97   | 71   | 50   | 57   | 54   | 52   |
| Počet domů     | 462   | 478   | 481   | 456   | 441   | 432   | 436   | 47   | 60   | 15   | 16   | 11   | 14   | 18   | 21   |

## Obecní správa
Při sčítání lidu v letech 1869–1976 Kostelní Bříza byla samostatnou obcí v okrese Sokolov (v letech 1869–1910 Falknov, v letech 1921–1930 Falknov nad Ohří). Od 1. dubna 1976 je částí města Březová v okrese Sokolov. V roce 1869 a v letech 1950–1976 k obci patřily Arnoltov a Rudolec a v letech 1961–1969 také Podstrání.

## Pamětihodnosti
- Kostel svatého Petra a Pavla (kulturní památka)
- Nejstarším panským sídlem ve vesnici byla břízská tvrz, jejíž existence byla archeologicky doložena ve čtrnáctém a patnáctém století. Později ji nahradil zdejší zámek založený na okraji poplužního dvora nejspíše v polovině sedmnáctého století. Ve druhé polovině dvacátého století zámek zchátral, až zůstaly stát pouze obvodové zdi a část vnitřních příček.[17] Ke zřícenině zámku přiléhá památkově chráněný park.[18]
- Sloupková boží muka z roku 1875 (kulturní památka)
- Zartnerův hostinec, čp. 16 (občas nesprávně nazýván Panský dům), od roku 2011 stylová restaurace U bílého koníka (kulturní památka)[19][20]
- Kaplička z 18. století nedaleko hřbitova (kulturní památka)

### Památné stromy
- Lípy v Kostelní Bříze
- Lípa u kostela
- Kleny v Kostelní Bříze
- Sekvoj v Kostelní Bříze

## Zaniklé obce v okolí Kostelní Břízy
| - Bystřina - Dolní a Horní Lazy - Dolní a Horní Žitná - Krásná Lípa - Studánka | - Lobzy – později vystavěné na novém místě - Čistá - Milíře - Ostrov - Paseka | - Rovná – později vystavěna na novém místě - Smrkovec - Třídomí - Týmov - Vranov |

## Galerie

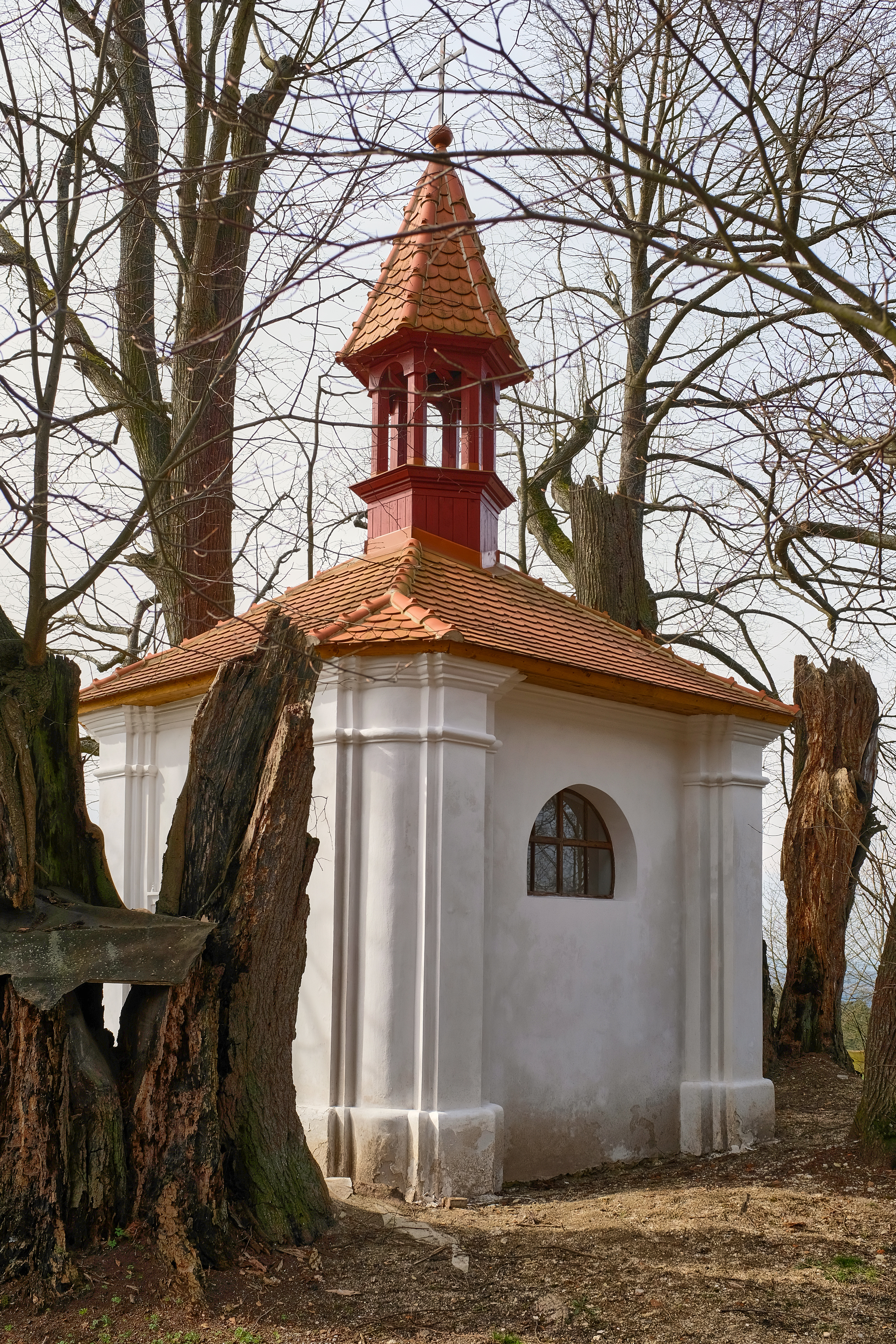
Kaplička
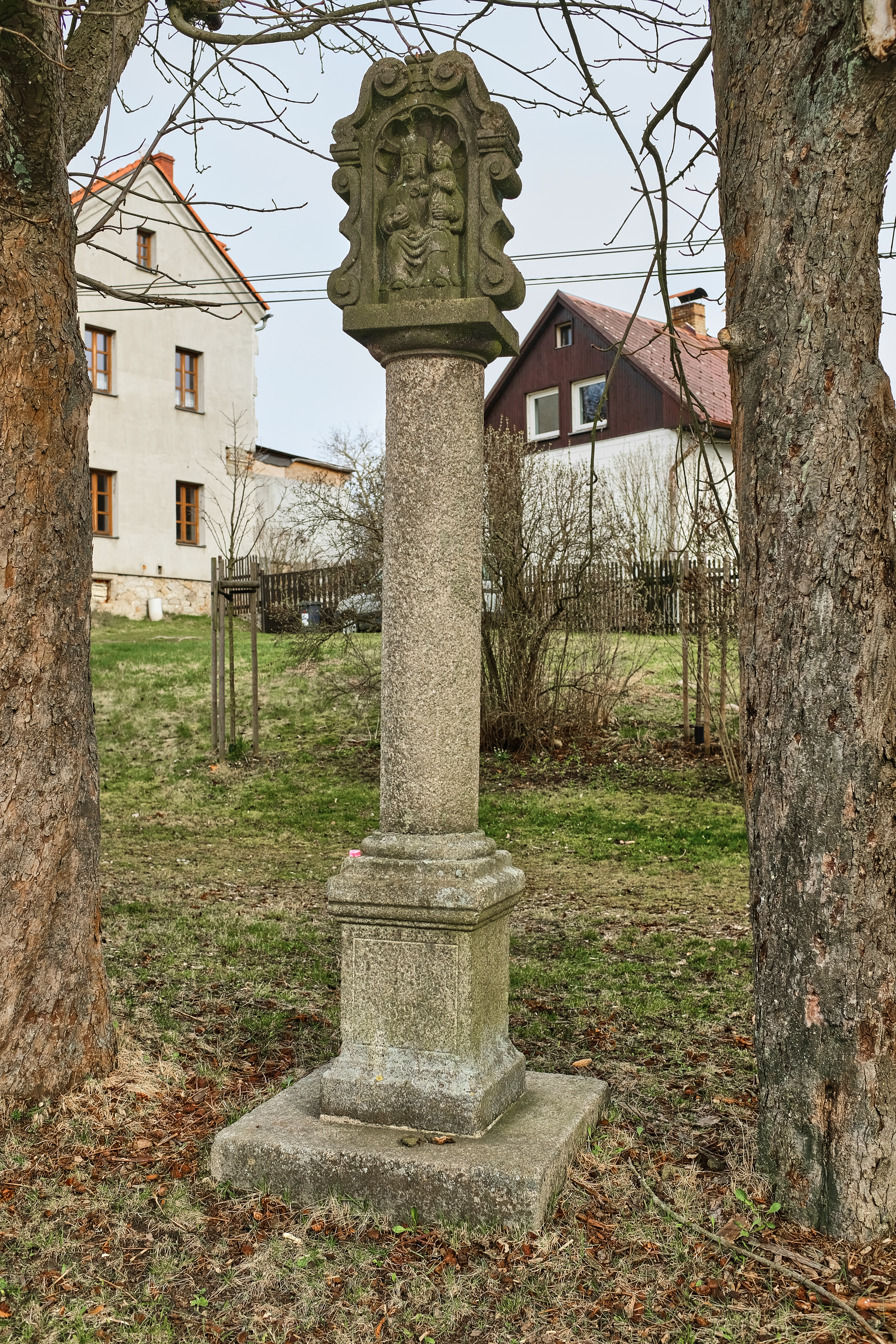
Boží muka
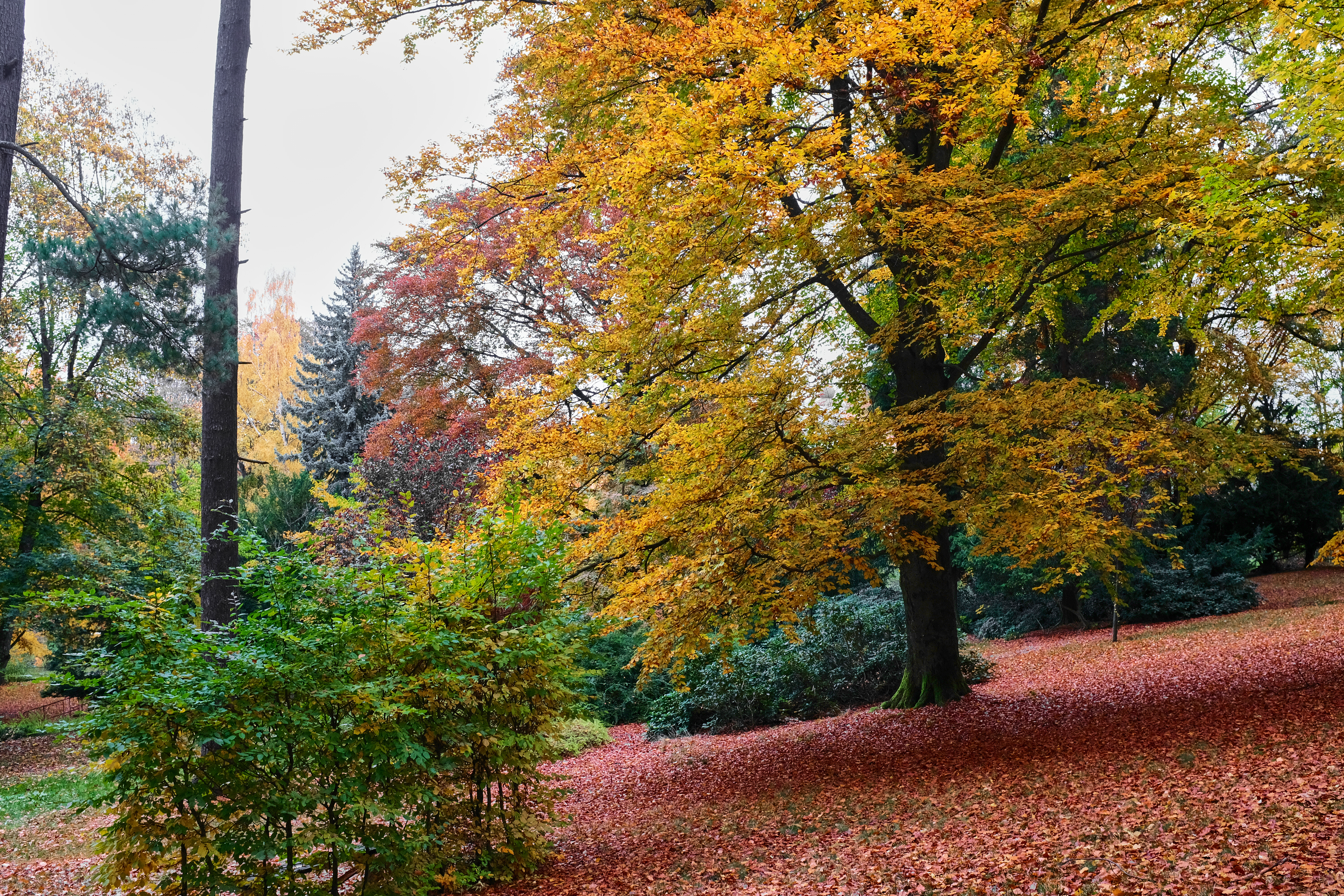
Zámecký park
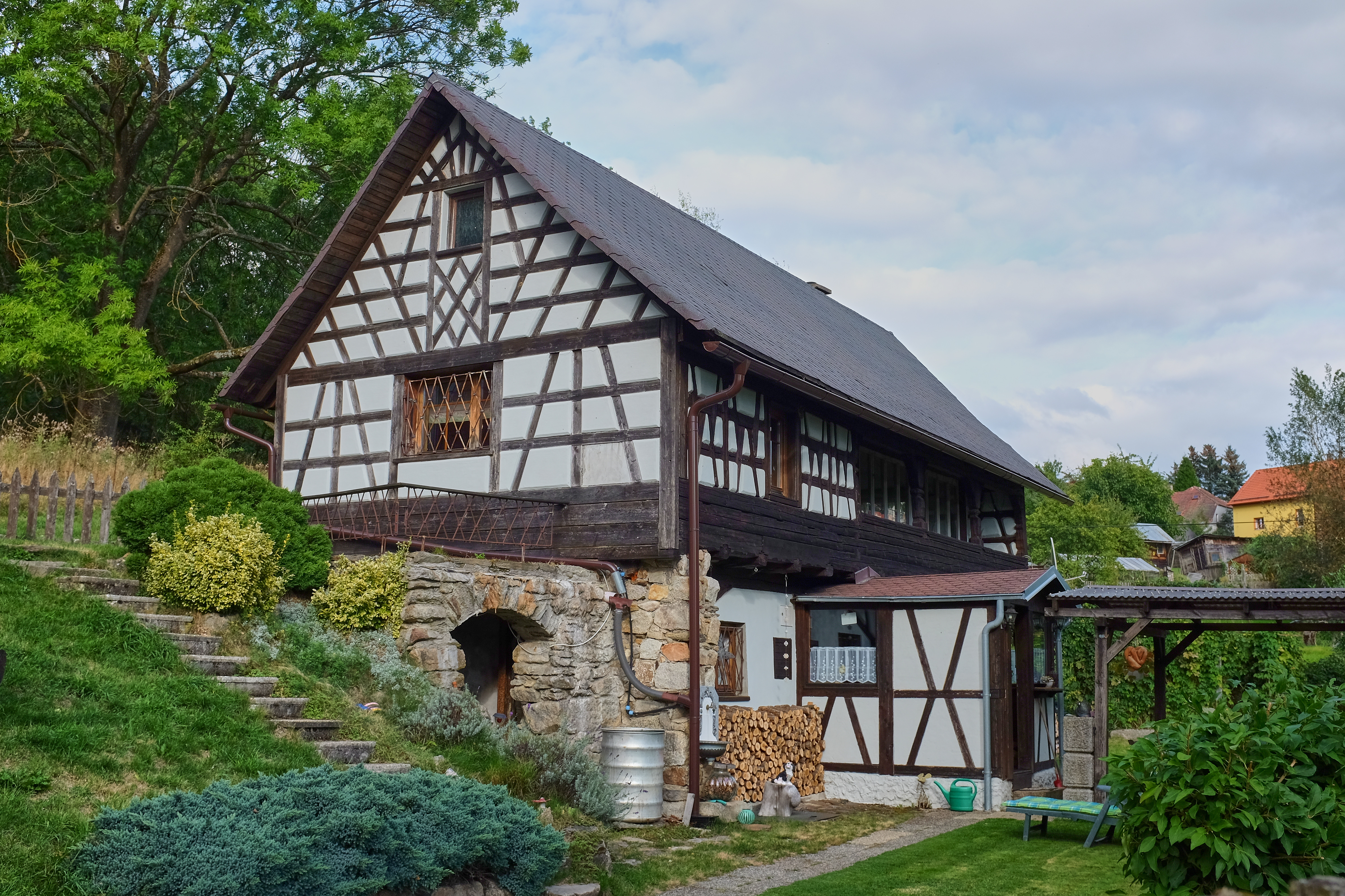
Hrázděný dům
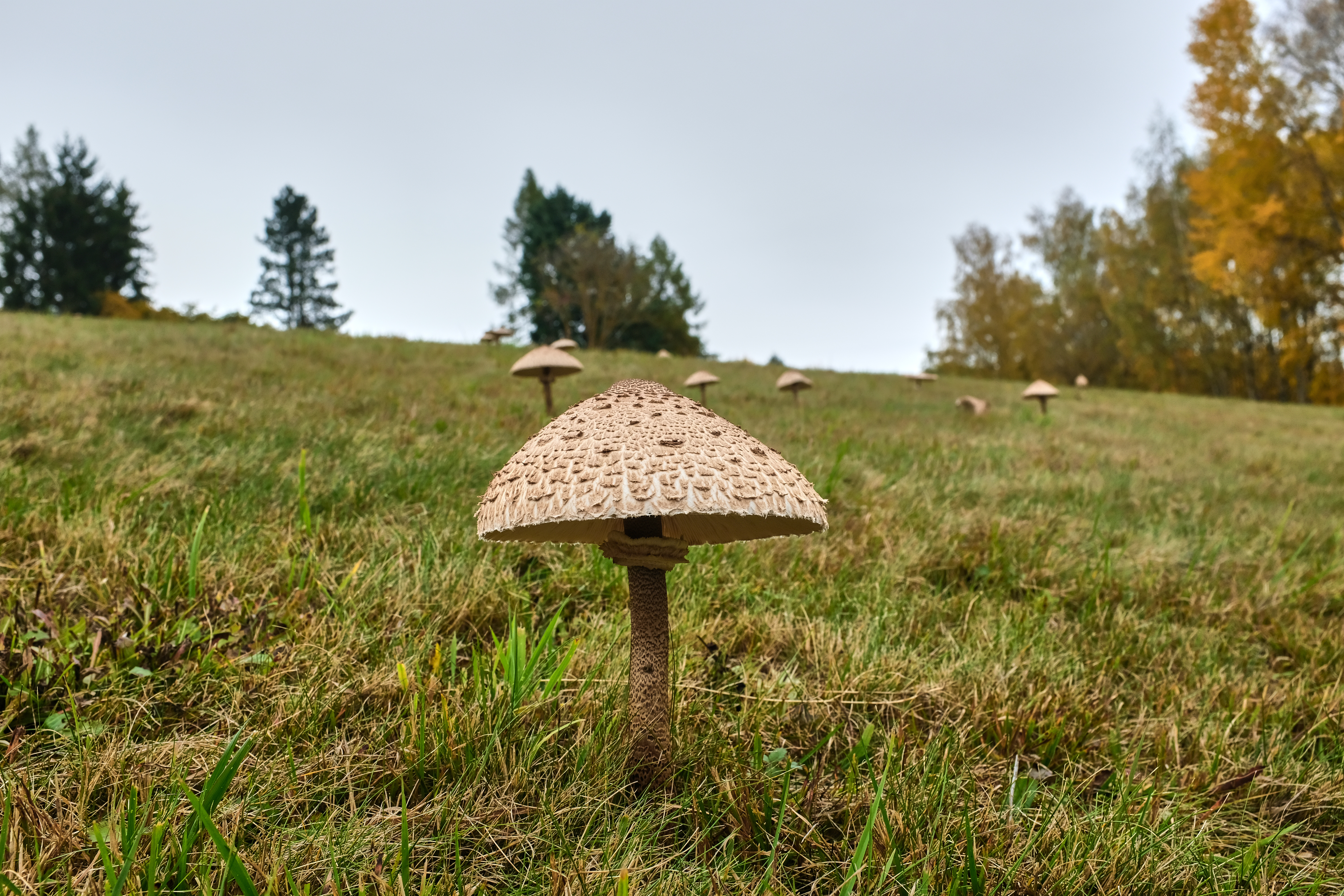
Bedly u vesnice
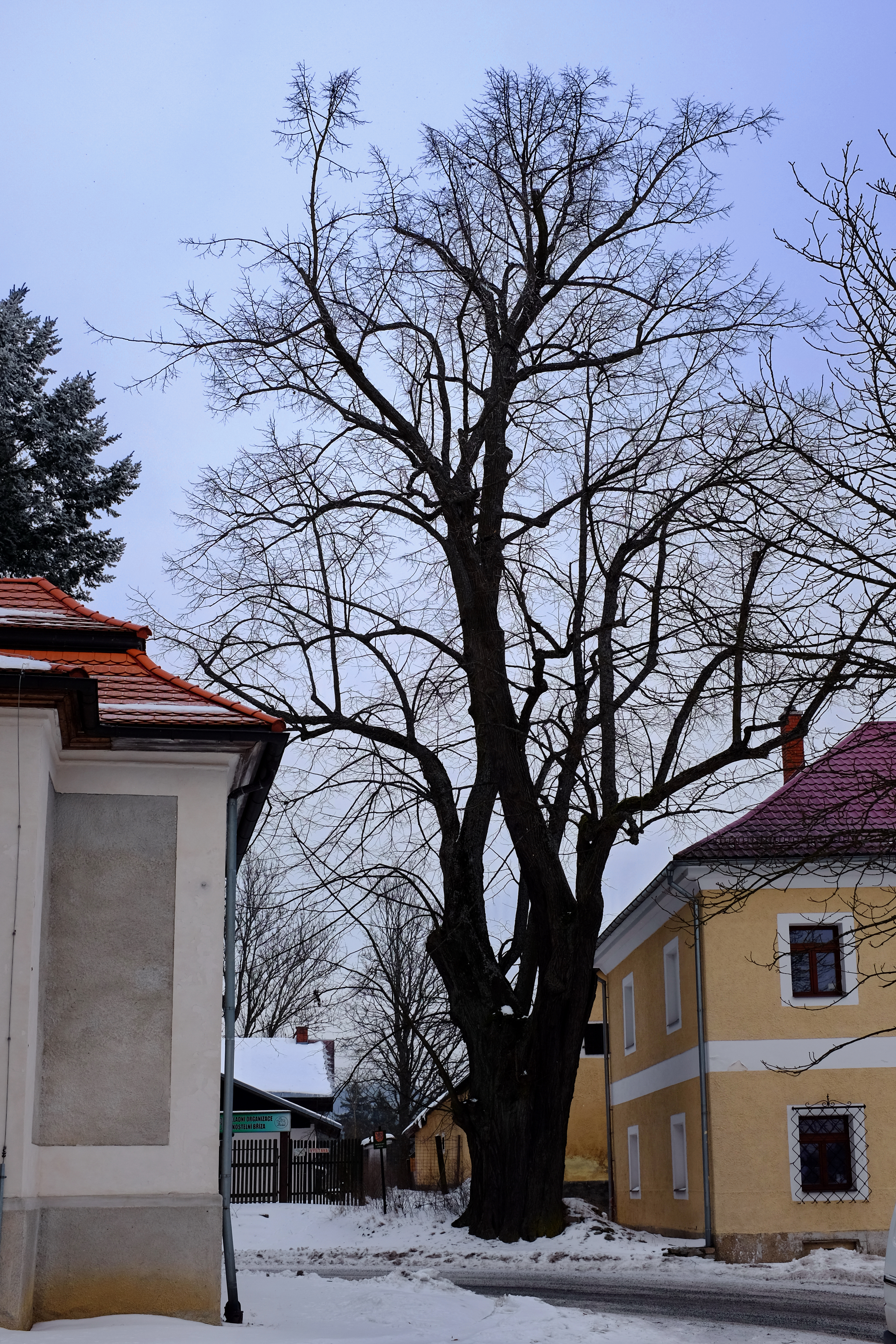
Památný strom Lípa u kostela
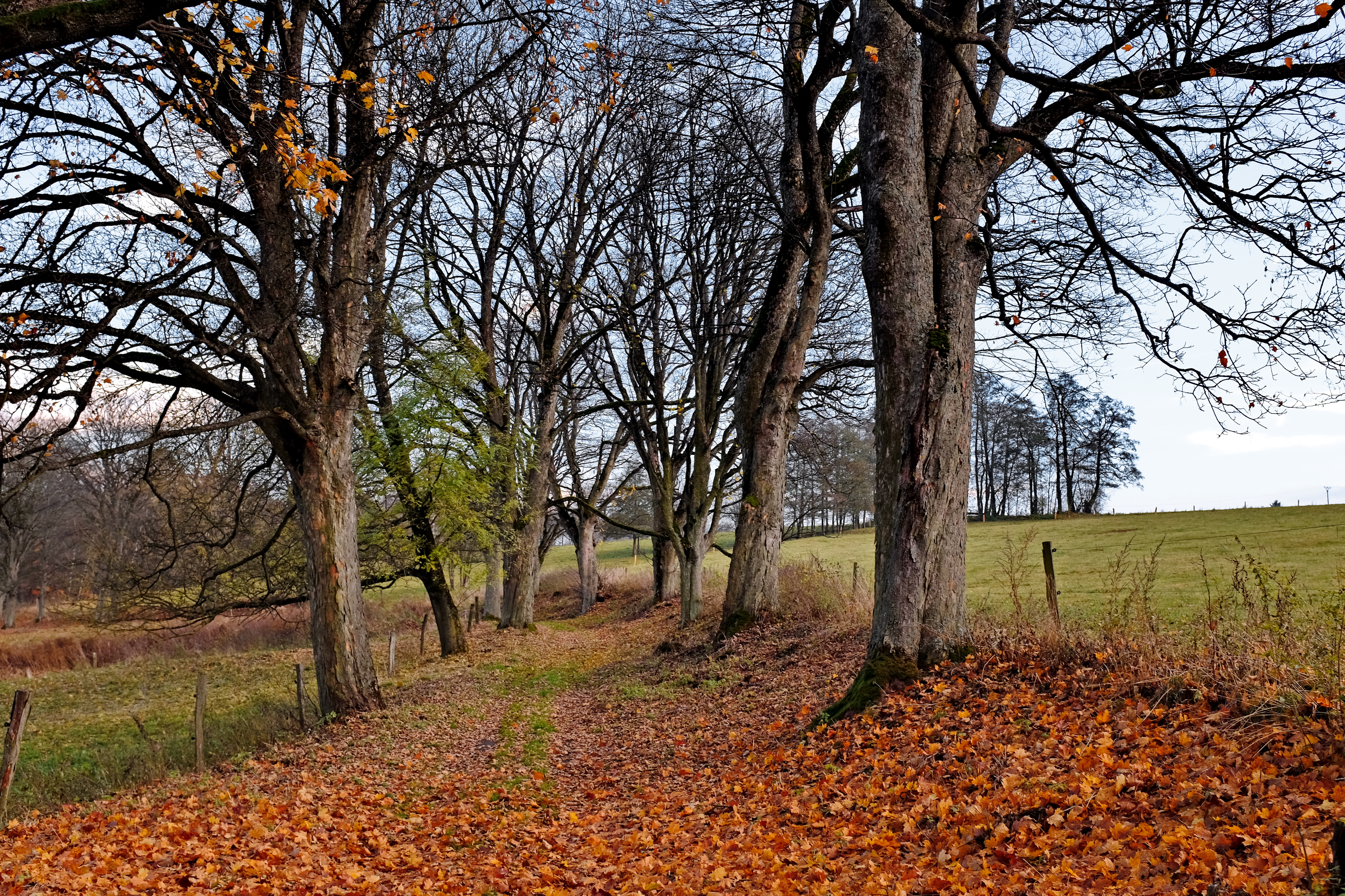
Královská alej